# پالایشگاه بیجی

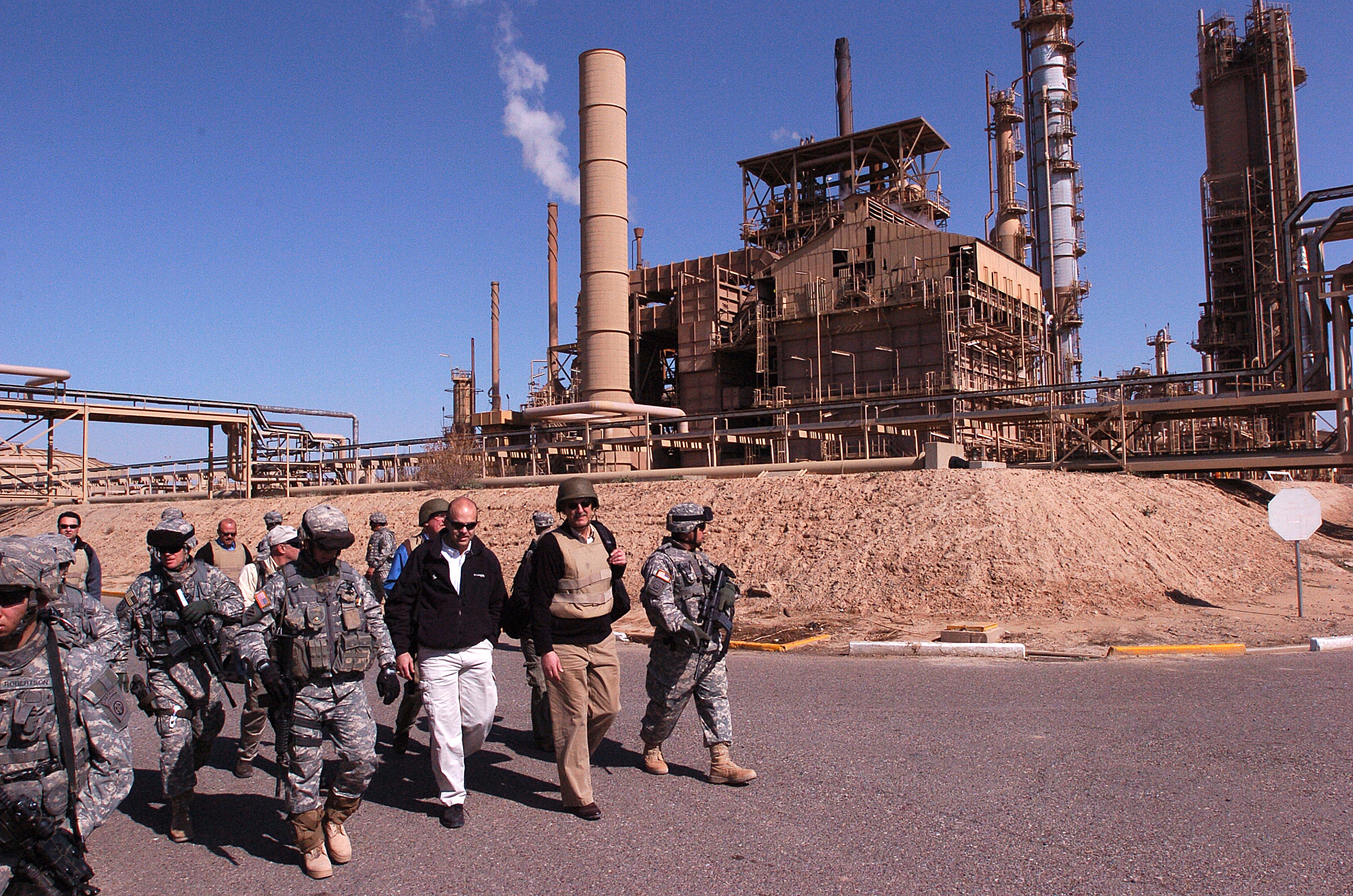
پالایشگاه بیجی در سال ۲۰۰۸

پالایشگاه بیجی بزرگ‌ترین پالایشگاه عراق و از مهم‌ترین سایت‌های صنعتی عراق است که در حوالی شهر بیجی در استان صلاح‌الدین واقع شده‌است. پالایشگاه در ۲۱۰ کیلومتری شمال بغداد واقع شده‌است. پالایشگاه بیجی تامین‌کننده اصلی فرآورده‌های سوختی در عراق است و در حدود «یک سوم» سوخت مصرفی در عراق را تأمین می‌کند.

## کارکنان
حدود ۱۵ هزار نفر در پالایشگاه بیجی مشغول به‌کار هستند.

## تصرف پالایشگاه از سوی داعش
در خلال حمله نیروهای دولت اسلامی عراق و شام، به شمال عراق، پالایشگاه بیجی از اصلی‌ترین اهداف گروه داعش به منظور تأمین سوخت شهر موصل و ضربه‌زدن به دولت مرکزی عراق بود.